# Greklands demografi
Greklands befolkning beräknades till 10 432 481 år 2021, vilket är en minskning från omkring elva miljoner invånare 2013. Efter en topp år 2009 på 11 190 654 invånare har Greklands befolkning minskat åren 2010–2013 i den ekonomiska krisens spår. Såväl födelsenetto som migrationsnetto har växlat mellan positiva och negativa siffror under 2000-talet. 2002 var första året som dödstalet översteg födelsetalet.
År 2001 levde 58,8 % i städer och 28,4 % på landsbygden. Invånarantalet i Greklands två största städer, Aten och Thessaloniki, uppgick till nästan 4 miljoner.

## Demografisk historia och etniciteter

Greklands befolkningsutveckling 1961-2008

Man kan säga att dagens greker är antikens hellener. Alltså joner, dorer, akajer (och även slaver och albaner) med flera som smält samman till ett folk.[källa behövs] Många greker (1,5 miljoner) flydde från Mindre Asien (dagens Turkiet) till Grekland under 1920-talets krig mot Turkiet.
Efter andra världskriget emigrerade många greker och i dag är många av dessa bosatta i Australien, Kanada, USA och Västeuropa. 
De etniska minoriteterna i Grekland stammar i stor utsträckning från de omkringliggande länderna. De större invandrargrupperna utgörs av turkar, albaner, bulgarer och nordmakedonier. [källa behövs]
Det officiella språket är nygrekiska. Språket har utvecklas från den klassiska grekiskan.
Den ortodoxa kyrkan dominerar inom religionen. I övrigt finns också många andra minoriteter som katoliker, protestanter och muslimer.

## Invandring
I Grekland finns i dag ett stort antal invandrare, av vilka omkring 65 % kommer från Albanien. När den grekisk-albanska gränsen öppnades var grekiska myndigheter oförberedda på den massinvandring som uppstod, och den omfattande invandringen från Albanien efter kommunismens fall har orsakat etniska konflikter i Grekland. I Grekland finns också flera mindre invandrargrupper med ursprung i Bulgarien, Rumänien, Ukraina, Vitryssland, Georgien, Afghanistan och Pakistan.

## Minoriteter
Det finns ett flertal minoritetsspråk, -religioner och -kulturer i Grekland. De största etniska minoriteterna är romer, slaviska makedonier (skall ej förväxlas med greker som kallas makedonier och bor i det grekiska landskapet Makedonien i norra Grekland), turkar, albaner (se Albaner i Grekland), och vlacher. Grekland har ännu inte ratificerat Europarådets konvention om skydd för nationella minoriteter. Istället har landet undertecknat OSSE:s Köpenhamnsdokument vilket ger var och en rätten att själv definiera sig som tillhörande en nationell eller annan minoritet. Grekland har inte undertecknat och ratificerat stadgan om regionala- eller minoritetsspråk. Den enda minoritet som tillerkänts särskilda rättigheter är den muslimska minoriteten i Thrakien (vilket framför allt beror på Lausannefreden 1923).